# Roger Freestone
Roger Freestone (Caerleon, 19 de agosto de 1968) é um ex-futebolista e treinador de futebol galês.

## Carreira
Tendo iniciado a carreira de jogador no Newport County, aos 17 anos de idade, assinou com o Chelsea em 1987. Na fase turbulenta em que os Blues passaram e que culminaria no rebaixamento da equipe londrina em 1988, Freestone teve poucas chances como titular (disputou 42 partidas em 3 temporadas), servindo como alternativa a Eddie Niedzwicki, Kevin Hitchcock e Dave Beasant. Para ganhar experiência, foi emprestado a Swansea City e Hereford United entre 1989 e 1990.
Dispensado do Chelsea em 1991, voltaria ao Swansea no mesmo ano, desta vez firmando-se como titular absoluto dos Cisnes. Em 2001, rumores de uma possível contratação por parte do rival Cardiff City causou protestos da torcida do Swansea, porém o goleiro não deixou a equipe onde atuaria em 549 partidas, com 3 gols marcados - contabilizando as Copas nacionais, Freestone esteve presente em 563 jogos. É o segundo atleta que mais defendeu as cores do clube, ficando atrás de Wilfred Milne e suas 586 partidas disputadas entre 1920 e 1937.
Ele ainda chegou a ser técnico-jogador do Swansea em 2002, após a demissão de Colin Addison, e exerceria a função juntamente com Nick Cusack, que também exerceria a dupla-função. Prejudicado por lesões, o goleiro rescindiu amigavelmente o contrato e voltou ao Newport County em 2004 para encerrar sua carreira, tendo participado de 14 partidas.

## Seleção Galesa
Pela Seleção Galesa, Freestone jogou apenas uma vez em 2000, contra o Brasil, em amistoso realizado em Cardiff. A Seleção Canarinho venceu por 3 a 0. Ele também disputou um jogo pela equipe Sub-21, em 1990.